# Что? Где? Когда? (спортивная версия)

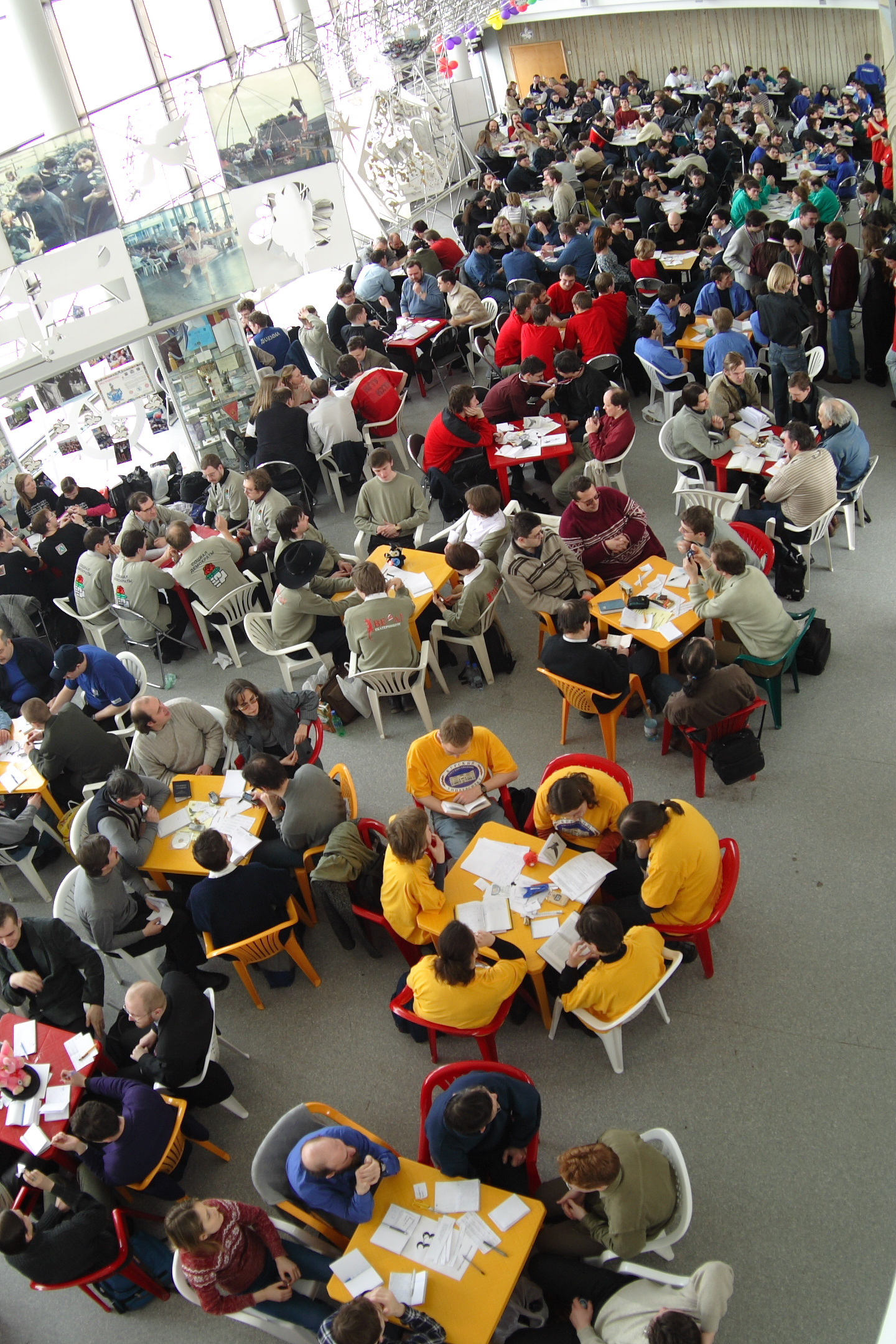
Игровой зал перед началом турнира по спортивному «Что? Где? Когда?»

Спортивная версия игры «Что? Где? Когда?» (ЧГК) официально появилась в августе 1989 года в СССР после учредительного конгресса МАК в Мариуполе, по похожим правилам начали играть в одесском клубе «Эрудит» в конце 1983 года.
Игра появилась на основе существующей с 1975 года телевизионной игры «Что? Где? Когда?», авторами которой являются Владимир Ворошилов и Наталия Стеценко, однако имеет много отличий: например, соревнование команд друг против друга на одних и тех же вопросах проходит одновременно во многих странах мира. Клубы спортивного ЧГК существуют не только в странах бывшего СССР, но и во многих странах мира (Германии, Израиле, США, Великобритании, Канаде, Финляндии, Чехии, Нидерландах, Польше, Кипре, Швейцарии и других), где участниками являются в основном эмигранты из русскоязычных стран. В некоторых странах существуют варианты игры на местных языках (например, в Германии «Was? Wo? Wann?»).

## Виды
Известны следующие разновидности игры:
- Очная — все команды играют в одном зале, вопросы зачитывает один и тот же ведущий (примеры — финал и некоторые отборочные этапы чемпионата мира и чемпионата России, чемпионаты городов, различные фестивали).
- Синхронная — одни и те же вопросы играются одновременно (с допустимым разбросом в 3—4 дня) на различных игровых площадках (в разных городах и иногда — странах) с разными ведущими (примеры — Открытый кубок России, Открытый всероссийский синхронный чемпионат, Кубок городов, Кубок Провинций).
  - Строго синхронная — голос ведущего транслируется в режиме реального времени через Интернет либо допустимая задержка времени начала игры составляет не более 10 минут.
- Асинхронная — одни и те же вопросы играются в чётко определённый длительный отрезок времени (к примеру, 21 мая 2021 3:00 — 21 июля 2021 21:00) на различных игровых площадках.
- Телефонная или онлайн-игра — при помощи различных средств связи вопросы задаются командам-участницам, находящимся в различных местах, и так же принимаются их ответы (примеры — Телефонный турнир МАК — «телефонка», Интернет Гран-при). Такой способ игры противоречит кодексу спортивного ЧГК, в частности, из-за невозможности контролировать количество участников в команде.

Проводятся чемпионаты России, других стран бывшего СССР, а также многих других стран, в частности США, Канады, Германии, Великобритании, Израиля, Чехии. Команды-чемпионы своих стран и команды, прошедшие отбор на крупных фестивалях, принимают участие в чемпионате мира по ЧГК.
На Чемпионатах и фестивалях знатоки принимают участие не только в спортивном «Что? Где? Когда?», но и в других спортивных интеллектуальных играх:
- Индивидуальная «Своя игра» («свояк») — Jeopardy!, отдельные знатоки играют друг против друга
- Командная «Своя игра» и индивидуально-командные виды, рассчитанные на четверых («Эрудит-квартет») или пятерых («Хамса») игроков
- «Брейн-ринг»
- «Крылатка» — командная игра по поэзии
- Мультиигра или интеллектуальное многоборье

### Синхронный турнир
Синхронный турнир — заочная форма соревнований по спортивному варианту игры, предусматривающая согласованное проведение в сжатый срок соревнований на одном и том же пакете вопросов в нескольких различных населённых пунктах.
Ход соревнования курируется организационным комитетом, имеющим своих представителей во всех населённых пунктах, где проводится игра. Представители на местах получают вопросы по Интернету, знакомят с ними ведущих и отсылают в оргкомитет отчёты о спорных ответах на вопросы, апелляциях со стороны игроков и результатах прошедших соревнований. Если организаторы турнира не пользуются услугами представителей на местах, а рассылают для ведения турнира своих представителей во все города, где он играется, такой турнир принято называть эмиссарским.
Все детали проведения синхронного турнира подробно описываются в его регламенте, который должен неукоснительно соблюдаться представителями оргкомитета на местах.

## Оценки образовательной и педагогической функции ЧГК
Кандидат исторических наук Леонид Блонский, организовывавший чемпионат по ЧГК в Российской открытой академии транспорта, провел исследование опрос, в рамках которого выяснилось, что большинство участников чемпионата отметили улучшение когнитивных способностей и социальных качеств.

## Правила

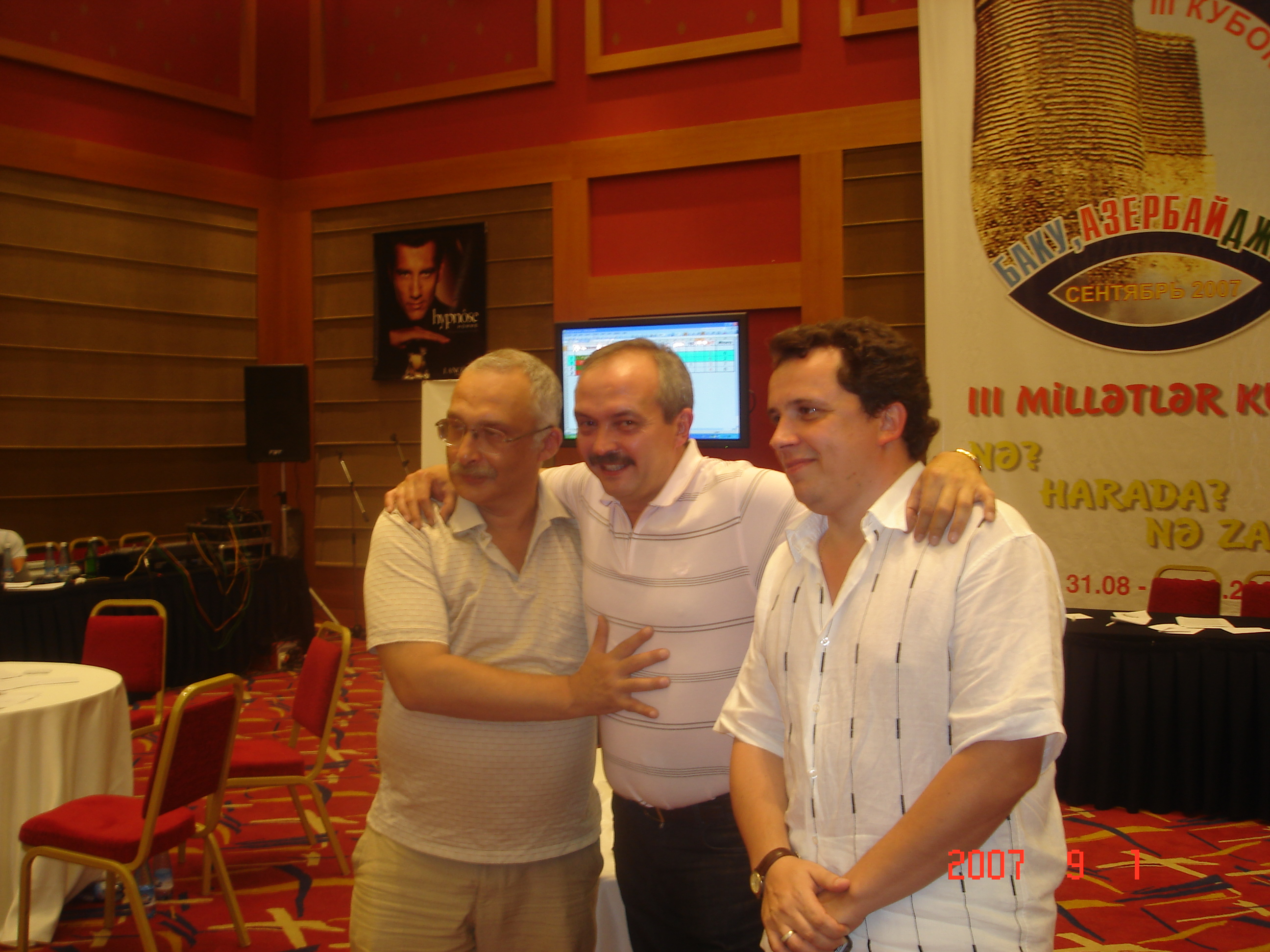
Александр Друзь, Андрей Козлов и Леонид Тимофеев во время Кубка Наций в Баку, 2006 год

Основные правила описаны в кодексе спортивного ЧГК. Здесь приведены ключевые из них:
- В команде не допускается единовременное участие в игре более чем шести человек (ограничения снизу нет: случаи, когда игроки выступали в одиночку, известны[6]). Разрешается наличие ограниченного числа запасных игроков в команде и замены игроков между турами. Один из игроков команды является её капитаном. Капитан команды имеет особые права (например, право обращаться в игровое жюри в перерывах между турами).
- Ответы сдаются секундантам (помощникам ведущего, часто называемым «ласточками») в письменном виде на карточках, выдаваемых команде перед началом игры. Информация на карточке, заключённая в скобки, не рассматривается как часть ответа и не влияет на его зачёт, вне зависимости от того, какая информация содержится на карточке, помимо этой (исключение — скобки являются частью авторского ответа).
- Перед вопросом командам могут быть розданы или продемонстрированы на экране дополнительные материалы к вопросу (текст или изображение), воспроизведён звуковой файл и т. п. Также возможна демонстрация «чёрного ящика» — любого непрозрачного вместилища, содержащего определённый предмет, который игрокам требуется назвать (причём этот предмет действительно должен содержаться в «чёрном ящике», его отсутствие там является основанием для снятия вопроса).
- На обсуждение каждого вопроса выделяется 1 минута (для блица, состоящего из произвольного числа вопросов (как правило, 2—3), суммарное время обсуждения составляет также 1 минуту), после окончания которой даётся 10 секунд для записи ответа. К моменту окончания времени для записи ответа капитан (или другой игрок) обязан поднять карточку с ответом над головой, в противном случае ответ может быть не засчитан. Минута обсуждения начинается и заканчивается по сигналу ведущего; также ведущий объявляет о 50-й секунде обсуждения и об окончании времени для записи ответов.
- Основной показатель, по которому определяется место команды, — количество правильных ответов. При равенстве количества правильных ответов команды делят соответствующие места либо могут использоваться дополнительные показатели (в зависимости от регламента турнира). При равенстве количества правильных ответов у команд, претендующих на призовые места, может использоваться т. н. «перестрелка» — дополнительные вопросы, задаваемые соответствующим командам по одному до нарушения равенства.
- Если ответ не в точности совпадает с авторским, он может быть зачтён либо игровым жюри (на игре), либо апелляционным жюри (в случае подачи апелляции) в том случае, если он соответствует указанным автором критериям зачёта, является более точным, чем авторский, содержит дополнительную информацию, не меняющую его смысла, и т. д.
- Апелляционное жюри рассматривает апелляции двух типов:
  - Требования зачёта ответа, не предусмотренного автором, но удовлетворяющего всем условиям вопроса (так называемая «дуаль»; в случае удовлетворения апелляции ответ засчитывается апеллировавшей команде, а также всем остальным командам, давшим этот или эквивалентный этому ответ).
  - Требования снятия вопроса (в случае наличия в нём любой фактической ошибки либо существенной фактической ошибки, в зависимости от регламента конкретного турнира; в случае удовлетворения апелляции вопрос исключается из числа зачётных, со всех команд снимаются очки, начисленные за его взятие).
  - В синхронных турнирах, кроме того, регламент может разрешать апелляции на ошибку ведущего (в том случае, если ведущий прочитал не менее чем 2 % команд, участвовавших в турнире, вопрос с ошибкой, существенно исказившей смысл, то АЖ может снять этот вопрос).

Регламент конкретного турнира должен в явном виде разрешать апелляции каждого типа, в противном случае их подача не допускается. Регламент соревнования может предусматривать апелляционный залог в денежной форме либо в виде условных единиц, который не возвращается в случае отклонения апелляции.

## Вопросы
Павел Гольдин в статье для «Нового литературного обозрения» сравнивает вопросы ЧГК с мини-задачами ТРИЗ, но подчеркивает и существующие отличия: ограниченность во времени и широкую область знаний, которая может стать источником для вопроса.
Для правильного ответа на вопрос ЧГК («взятия» вопроса) должны требоваться один или несколько логических шагов, интуитивный поиск, «озарение» и т. п. Вопросы, требующие от игроков прямого знания малоизвестных фактов, воспринимаются негативно, а вопросы, которые не требуют ничего, кроме прямого знания, вообще находятся за рамками игры (распространена аббревиатура ЧЗВЧГКНЯ — «чистое знание вопросом ЧГК не является»).
Распространёнными приёмами для написания вопросов спортивного «Что? Где? Когда?» являются «пропуски» (требуется восстановить пропущенные слова в некотором тексте) и «замены» (требуется понять, какие слова были заменены).
В некоторых вопросах используется раздаточный материал (как правило, отпечатанные картинка или текст).
По построению вопроса могут быть выделены такие разновидности, как одноходовки и многоходовки (в зависимости от числа необходимых для взятия логических ходов), «мозаики» (об объекте вопроса сообщаются различные факты, по которым нужно определить объект) и пр.
К некачественным вопросам относят «гробы» (вопросы, которые из-за их недостатков или чрезмерной для турнира данного уровня сложности не смогла взять ни одна команда из игравших на турнире; впрочем, некоторые «гробы» являются очень качественными), «детские вопросы» или «гайки» (вопросы, которые взяли все команды), «свечки» («засвеченные» вопросы — то есть те, которые полностью или частично повторяют игравшиеся ранее), вопросы с дуальными ответами (это либо альтернативные ответы, которые полностью удовлетворяют всем фактам вопроса и, следовательно, должны быть засчитаны, либо «логические дуали» — ответы, которые столь же логичны, как и авторский, но прямо противоречат фактам вопроса, и поэтому не должны засчитываться), некорректные вопросы (базирующиеся на ложных фактах — такие вопросы могут быть сняты апелляционным жюри, если регламент турнира предусматривает это).

## Международная ассоциация клубов «Что? Где? Когда?» (МАК ЧГК)
Международная ассоциация клубов «Что? Где? Когда?» (МАК ЧГК) — общественная неправительственная организация, объединяющая клубы «Что? Где? Когда» (ЧГК). Создана 3 августа 1989 года. По состоянию на 2021 год ассоциация объединяла 117 клубов интеллектуальных игр из 30 стран мира (в том числе один международный клуб — Интернет-клуб «Что? Где? Когда?»).

### Правление и структура
Президент: Андрей Козлов
Правление:
- Максим Поташёв
- Андрей Козлов (президент МАК)
- Павел Забавский
- Наталия Стеценко (почётный президент МАК)
- Александр Рубин
- Борис Крюк
- Александр Барбакадзе
- Фаик Гусейнов
- Ольга Цейтлин
- Александр Друзь
- Евгений Алексеев
- Азизбек Юсуфов

Этот состав избран 26 мая 2018 года, в начале ноября 2020 года из него вышли ранее состоявшие в правлении Сергей Абрамов, Константин Кноп и Владимир Сушков:
Ревизионная комиссия МАК:
- Кирилл Теймуразов
- Станислав Мереминский
- Мария Уварова

В составе МАК ЧГК действовали следующие комиссии:
- Комиссия по работе с детьми и молодежью, председатель — Павел Забавский
- Комиссия по рейтингу, председатель — Константин Кноп (с 4 февраля 2021 года администрация сайта rating.chgk.info, который ранее считался официальным сайтом рейтинга МАК, более не относит себя к МАК ЧГК в соответствии с распоряжением президента МАК[11], атрибутируя себя с «сообществом знатоков»)
- Комиссия по правилам (до 2019 — Турнирная комиссия), председатель — Максим Поташев
  - подкомиссия по сертификации (председатель — Кирилл Теймуразов)
  - подкомиссия по автоматизации игрового процесса (председатель — Фаик Гусейнов)
- Комиссия по лицензированию (до 2019 — Комиссия по лицензированию и сертификации), председатель — Александр Друзь
- Комиссия по истории, статистике и награждениям, председатель — Евгений Алексеев
- Дисциплинарная комиссия (работа приостановлена 27 июля 2020 года распоряжением президента МАК[12], до конца июля 2020 года председателем была Мария Уварова)
- Комиссия по работе в регионах и приему новых членов, председатель — Сергей Абрамов
- Информационная комиссия (самораспустилась в ноябре 2020 года[13], до самороспуска председателем был Владимир Сушков)
- Комиссия по организации и подготовке чемпионатов мира (до 20 октября 2018 года[14] — Комиссия по привлечению средств и внешнему пиару), председатель — Александр Рубин
- Общественный совет, руководитель — Евгений Алексеев

### Конгрессы
- 1989 г. — Мариуполь
- 1991 г. — Одесса
- 1997 г. — Санкт-Петербург
- 2001 г. — Москва
- 2005 г. — Ярославль
- 2009 г. — Москва
- 2014 г. — Москва
- 2018 г. — Москва

## Международная ассоциация интеллектуальных игр (МАИИ)
Международная ассоциация интеллектуальных игр (МАИИ) — международная некоммерческая организация, созданная в апреле 2021 года. В отличие от МАК, основана не на клубном, а на индивидуальном членстве. Высший орган МАИИ — общее собрание. 

### Сайты, посвящённые ЧГК
- Турнирный сайт сообщества знатоков
- chgk и igra1 — наиболее популярные сообщества игры «Что? Где? Когда?» в «Живом Журнале»
- Официальная страница сообщества любителей спортивного ЧГК в социальной сети Facebook
- Страница о спортивном ЧГК в социальной сети «ВКонтакте»
- Сайт Международной ассоциации интеллектуальных игр (МАИИ) (постоянный адрес)
- Рейтинг команд спортивного ЧГК (КВРМ) по версии МАИИ
- Сайт Международной ассоциации клубов ЧГК (недоступен, проводятся технические работы)
- Летопись ЧГК — информация о турнирах (до 2017 года)
- База вопросов интеллектуальных игр (спортивное ЧГК, спортивная версия «Брейн-ринга», спортивная версия «Своей игры», бескрылки и др.)
- Есть вопросы? (обновлённая версия базы вопросов ЧГК)
- Вики-проект по теме ЧГК
- Планировщик спортивных интеллектуальных игр
- Где поиграть в «Что? Где? Когда?»